# Dusun Mudo (Muara Papalik)
Dusun Mudo is een bestuurslaag in het regentschap Tanjung Jabung Barat van de provincie Jambi, Indonesië. Dusun Mudo telt 3343 inwoners (volkstelling 2010).